# Esvèrtia
La esvèrtia o eswèrtia (Swertia perennis) és una herba perenne de la família de les gencianàcies.

## Descripció
És un hemicriptòfit perenne de tija poc foliosa que pot arribar a mesurar 40 cm. Les fulles són el·líptiques, amb 5-7 nervis longitudinals molt marcats; les basals són més o menys llargament peciolades, les caulinars mitjanes sèssils (alternes o oposades) i les superiors amplexicaules. Les flors se situen en una panícula terminal. El calze està dividit fins a prop de la base en 5 sèpals, en la base dels quals hi ha 2 nectaris. La corol·la és d'un violeta negrós amb estries fosques (encara que pot tindre una coloració més clara, fins i tot blanca), i està formada per 5 pètals patents. El fruit és una càpsula. Floreix des de juliol fins a setembre. Presenta una pol·linització entomògama i una dispersió baròcora de les seues llavors.

## Hàbitat
Es tracta d'una planta característica de les molleres, praderies torboses i als marges de rierol de l'alta muntanya (1800-2400 m d'altitud).

## Distribució
Té una distribució bòreo-alpina. Es troba en tota l'Europa central i alpina. A la península Ibèrica se la pot trobar als Pirineus i a la Serralada Cantàbrica. Als països podem trobar-la només al Nord (Girona, Lleida i Barcelona).

## Galeria

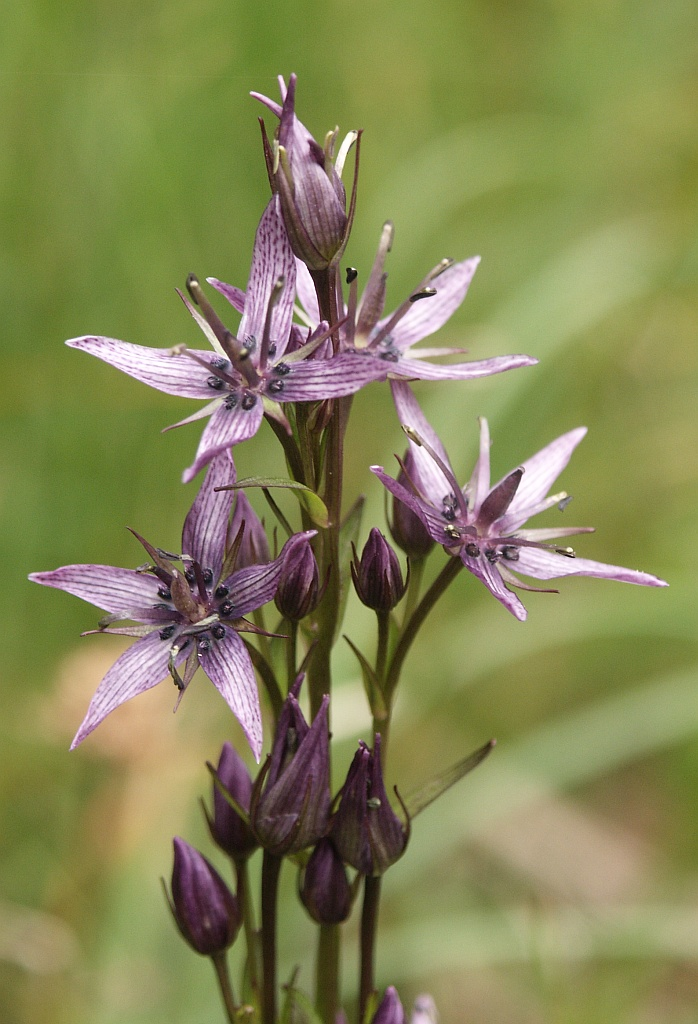
Inflorescència de flors morades.
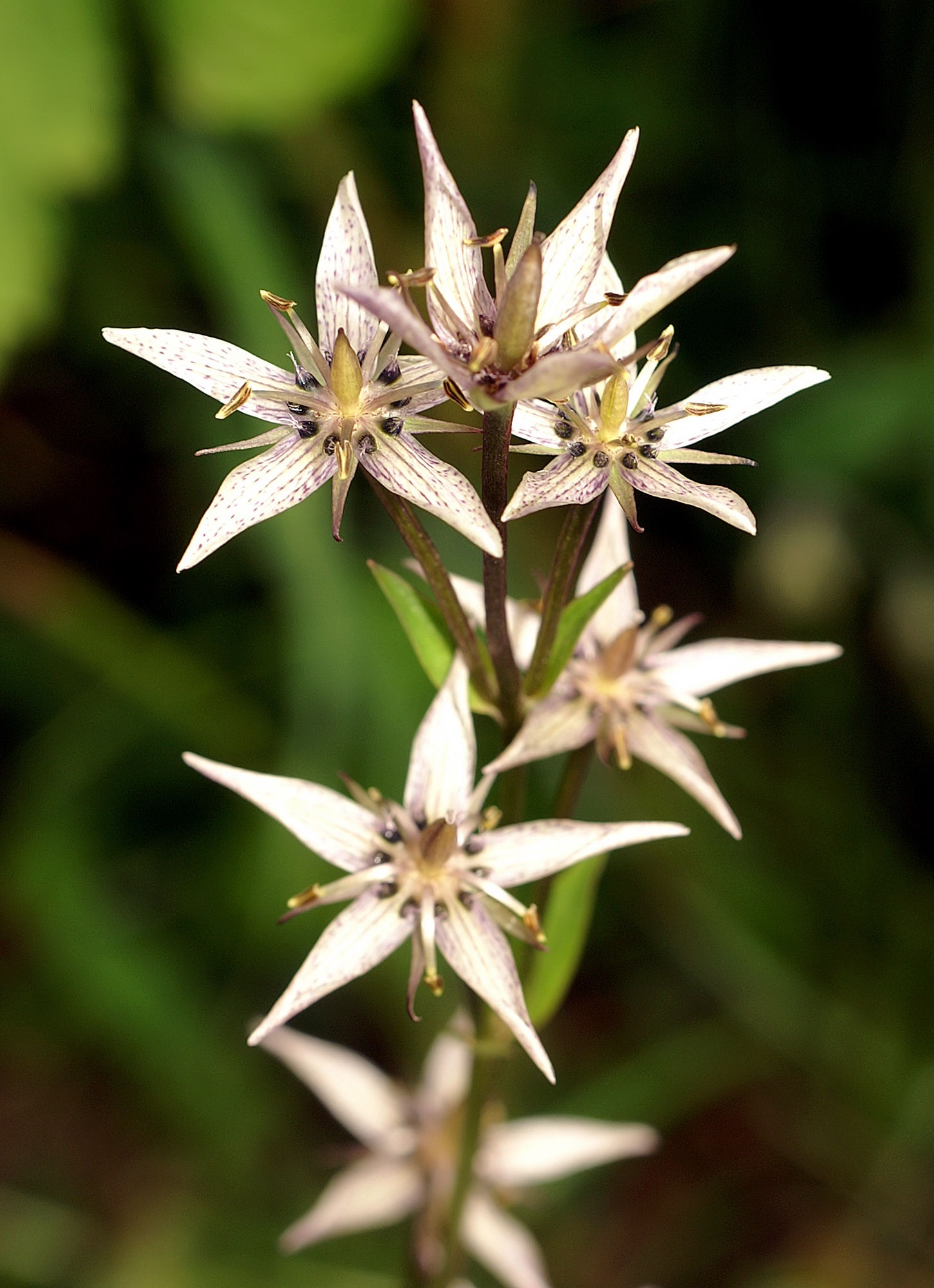
Inflorescència de flors blanques.
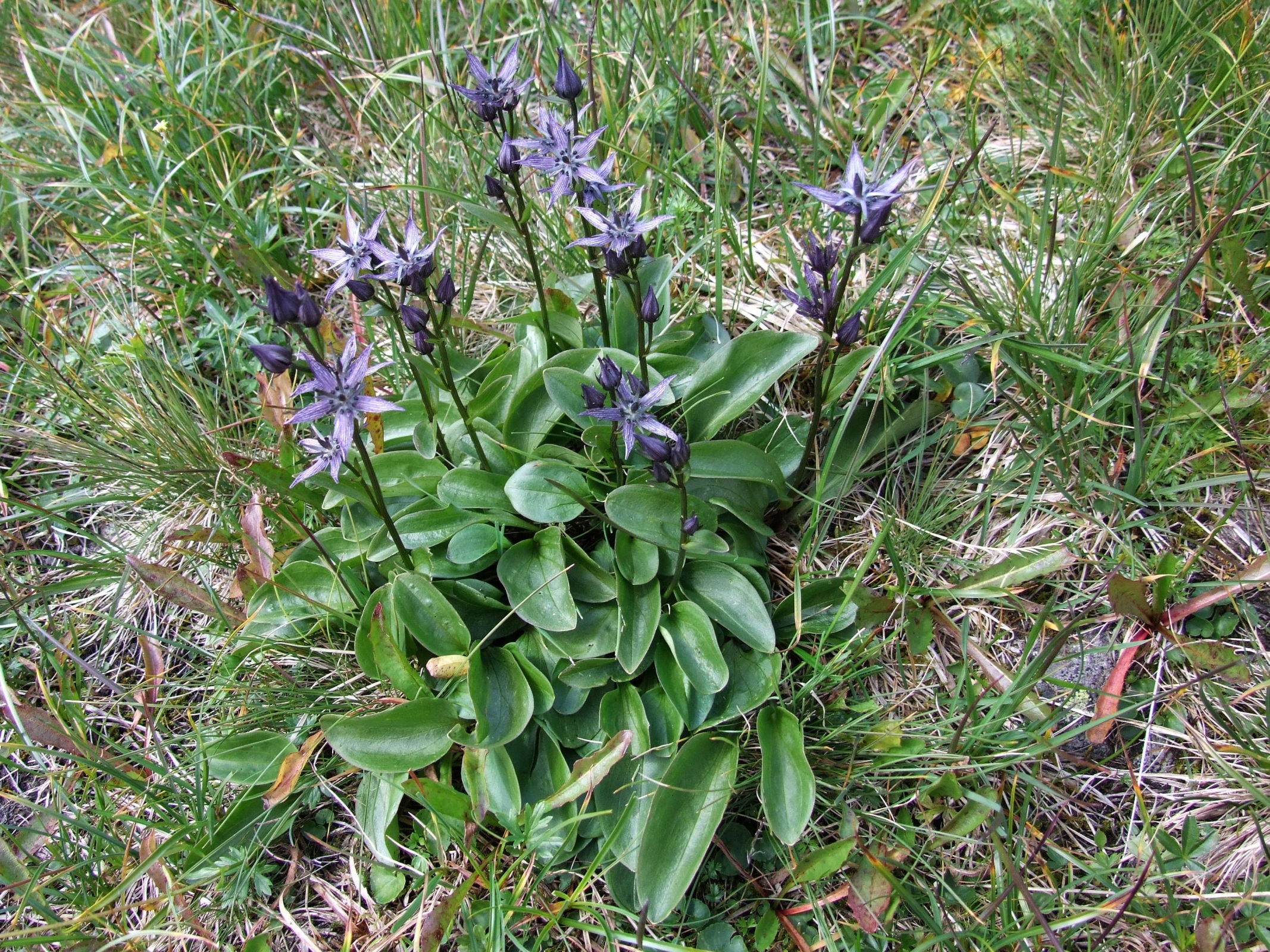
Agrupació d'esvèrties.
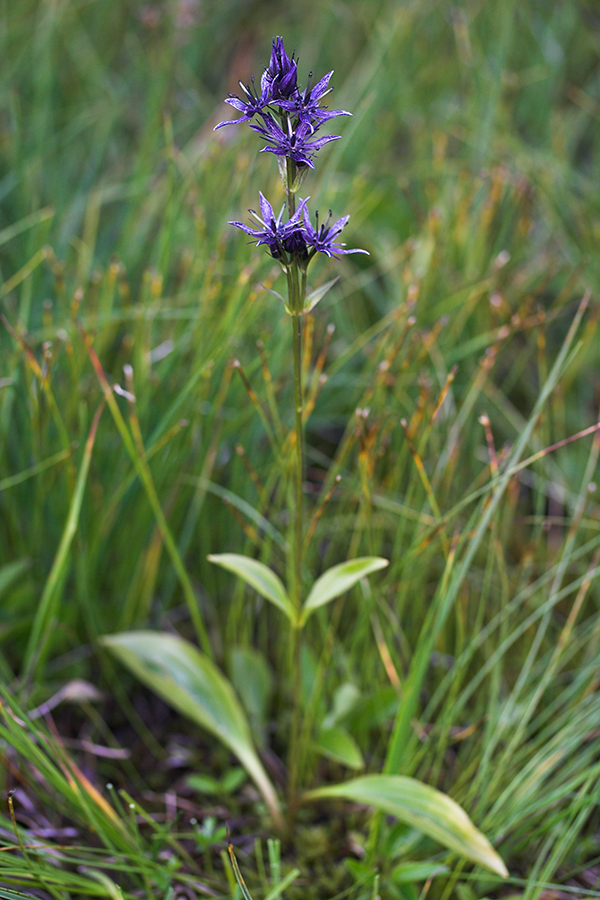
Esvèrtia in vivo (Alemanya).